# Relations entre l'Azerbaïdjan et la Palestine
Les relations entre la République d’Azerbaïdjan et l’État de Palestine ont été établies en 1992, les deux pays s’étant reconnus. La Palestine a une ambassade à Bakou, alors que l’Azerbaïdjan n’a qu'une représentation diplomatique en Palestine.

## Histoire
Les relations diplomatiques officielles entre les deux pays ont débuté le 15 avril 1992 avec une représentation de la Palestine non-résidente en Azerbaïdjan jusqu'à l'ouverture de l'ambassade de l'État de Palestine à Bakou, capitale de l'Azerbaïdjan, officiellement par le président Mahmoud Abbas en 2011.
Depuis son indépendance, l’Azerbaïdjan n’a cessé de soutenir la cause palestinienne dans toutes les enceintes internationales, où il a toujours voté favorablement en faveur des résolutions concernant la Palestine.
En 2009, lors d'une visite en Azerbaïdjan, le ministre palestinien des Affaires étrangères, Riyad Al-Maliki, a déclaré que les deux pays tentaient de restaurer leur intégrité territoriale. Ils devaient donc coopérer étroitement au sein des organisations internationales.
En avril 2018, Riyad Al-Maliki s'est rendu en Azerbaïdjan et a déclaré que l'État palestinien et son peuple soutenaient la juste position de l'Azerbaïdjan dans le conflit Arménie-Azerbaïdjan du Haut-Karabakh et son règlement dans le respect du droit international.
L'Azerbaïdjan a accueilli la réunion des ambassadeurs de l'État de Palestine dans les pays asiatiques le 5 novembre 2018.

## Culturel
De nombreux étudiants palestiniens étudient dans les universités azerbaïdjanaises.